# الحصاة
حصاة قحطان  بلدة تقع جنوب محافظة القويعية، تتميز بجبالها الشامخة. تبعد عن محافظة القويعية مسافة 150 كم.
تعتبر متنزّهً طبيعياً لأهالي محافظة القويعية وغيرهم من المحافظات الأخرى، بالإضافة إلى ما يتوفر فيها من حياة فطرية حسب رواية أهلها فالوعول التي ما زالت موجودة، والأرانب والوبر والحجل البري والنمر العربي الذي يندر مشاهدته بالإضافة إلى الطيور بأنواعها المختلفة.

## المساحة
تزيد مساحتها على (23000كم2) ويضم أكثر من 120 قرية وهجرة.

## الموقع
تقع حصاة قحطان في جنوب غرب محافظة القويعية بمسافة تبدأ من مائة وستين كيلو متراً وهي عبارة عن جزئين الحصاة الدنيا (شمال الحصاة) والحصاة القصوى (جنوب الحصاة) والمسافة بينهما أربعون كيلومتراً
ومن وصف الأقدمين يتبين أن الحصاة هي عماية
يقول أحد المؤرخين («عماية جبل ضخم أعظم جبال نجد أعظم من ثهلان ومن قطنين وعماية برمل السر بين سواد باهلة وبيشة»
وقال أبو زياد الكلابي «سمي عماية لأنه لا يدخل فيه شيء غلا عمي ذكره وأثره وهو مستدير وأقل ما يكون العرض والطول عشرة فراسخ وهي هضبات مجتمعة متتابعة حمر فيها الأوشال والنمر وشجر البان وأشجار كثيرة وفيه قلال لا تؤتى أي لا تقطع» وقد زال أسم عماية اليوم واشتق اسم منطقة حصاة قحطان من جبل الحصاة العظيم والذي يرتفع عن سطح البحر بـ 1508 متر.
كم ان امرؤ القيس تغنى في قصائده بحصاة قحطان
- وقال القتّال الكلابي الذي هرب من سيف العدالة أيام الدولة الأموية الغراء:

وفي صاحة العنقاءِ أو في عمايةٍ * أو الأُدَمى من رهبة الموت موئلُ

## التسمية
اشتقت اسمها من جبل ضخم مستدير يحده من الشمال رمل وادي السرة ويحده من الجنوب وادي الركا، وهي تنقسم إلى قسمين: الحصاة الدنيا والحصاة القصوى، تشتهر الحصاة بالمناظر الطبيعية والجبال الشاهقة والمواقع المتميزة ونقاء المياه وتعتبر في مجملها متنزهاً طبيعياً واشار إلى كثرة الاشجار وكثرة حيوانات الصيد والطيور.

### الأودية
- وادي طريف (أكبر وادي بالحصاة سيله يمتد حتى نفود السرة وتسمى العرق)
- وادي السرة
- وادي الركا
- وادي خيم
- وادي العيبة
- شعيب ماسل
- شعيب مويسل

### الجبال
- حصاة قحطان حصاة بن حويل
- جبل حصاة ال عليان (الحصاة القصوى)
- جبل اذقان الرويان
- جبل اذقان العطشان
- جبال ارماديات
- المصقرة
- القرينه
- القفياني
- هضبة القرارة
- جبال بني منية
- جبل شامان
- جبل الشويمة (قعضبا)
- جبل البجادة
- جبل التيس
- جبل التيسية
- جبل حميمان
- هضيبة الملعب
- هضاب فحوة
- جبل الرفيعي الذي تبلغ مساحته 4كم * ,25كم متجهاً من الشرق إلى الغرب.

### الرمال
- نفود السرة
- نفود المنسرق

## المدن والقرى
- الحفيرة (أكبر المناطق السكنية في حصاة قحطان)
- طريف
- مويسل
- الجدعاء
- هجرة الحواشية
- مركز خيم
- البوق
- سر الذبحاء
- الحفاير
- العريف
- المصبح
- صرير
- المطبقة
- الباحة
- القرارة
- المبرز
- الرزيوة
- الربوة
- الحلقة
- الرزح
- مسدح
- النخيل
- هجرة طريف
- الرقمية
- الرضيمات
- حريملاء
- النفيذ
- النشنش
- هجرة الحبشي
- هجرة برودان وبها ماء قديم
- هجرة الغيدانية
- هجرة كتنة
- هجرة الاحسنة
- هجرة سر الكعدة
- هجرة ام مرخ بها ماء قديم
- دراويش

## أماكن وموارد الماء
- حبية: ماء يقع في أسفل وادي الركا
- لوجيه: ماء وجبال وهجرة تقع شمال حصاة قحطان وشرقي صبحا
- ماسل
- أبو حمضة: ماء يقع في شمال حصاة قحطان الجنوبية.
- أم عليبة: ماء يقع غرب الحصاة الجنوبية.
- أم الدراويش: ماء يقع جنوب ماسل غرب الحصاة الجنوبية (حصاة قحطان).
- أم سريحة.
- أم مرخ.
- برودان: ماء قديم يقع شرق حصاة قحطان وغرب قرية معانق.
- جاحد: ماء قديم عذب يقع في جنوب السواده وجنوب الحصاة، وسيله يفيض في وادي الركا[1]
- حريملاء.
- الحفِيرة: ماء قديم شرقي حصاة قحطان الشمالية.
- الحفِيرة: وهي حفيّرة البندقاني، ماء يقع شمال الحصاة.
- الحفِيرة: عد قديم يقع شرق جبل صماخ.
- ميمان: ماء مر يقع شرق جبل صماخ.
- حنجران: ماء يقع في جبل الأنكير.
- الارمض.
- الوهوهي.
- الركــا:[1] عد ووادي.
- الربواء.
- كتنة.
- موزر.
- قلتة الجدعا: قلته عظيمة تمتلئ بمياه الأمطار، تقع في حصاة قحطان، وسيلها يتجه جنوباً، وبالقرب منها هجرة الجدعا.